# Trichoceridae
Trichoceridae Rondani, 1841, è una piccola famiglia di insetti dell'ordine dei Ditteri, unica della superfamiglia Trichoceroidea Hennig, 1973 (Nematocera: Tipulomorpha).

## Descrizione
Insetti di forma tipuloide, sono molto simili ai Tipuloidea, in particolare ai Limoniidae, sia allo stadio adulto sia allo stadio giovanile. Differiscono da tutti i Tipuloidei solo per pochi caratteri morfologici abbastanza evidenti. Gli elementi differenziali fondamentali sono la presenza degli ocelli e la conformazione della seconda nervatura anale. L'adulto ha un corpo di dimensioni medie o medio-piccole, esile e allungato, con zampe molto lunghe e ali ampie, lunghe e relativamente strette. La livrea ha una pigmentazione uniformemente scura.
Il capo è relativamente piccolo e trasverso, con grandi occhi laterali, provvisto di due o tre ocelli (assenti invece nei Tipuloidea) e di antenne composte da 16 segmenti poco differenziati, ad eccezione di quelli basali. Il torace presenta una sutura trasversa completa come nei Tipuloidei, ma conformata a U. Le zampe sono lunghe ed esili, con particolare sviluppo in lunghezza dei femori e delle tibie. Queste ultime terminano con uno sperone apicale. tarsi di cinque segmenti, di cui il primo mediamente più lungo degli altri. ali membranose, lunghe e strette, ma relativamente larghe in confronto al resto del corpo, con lobo anale ampio ma poco pronunciato. In posizione di riposo sono ripiegate orizzontalmente sull'addome e reciprocamente sovrapposte. Bilancieri lunghi. L'addome è sottile e cilindrico, nel maschio provvisto di due processi pari all'estremità caudale (clasper), nella femmina fusiforme per la conformazione degli ultimi uriti organizzati in modo da costituire un ovopositore di sostituzione, in genere ricurvo verso il basso.
La nervatura alare dei Trichoceridae è tipicamente tipuloide, ben sviluppata e ramificata, con 12 vene longitudinali raggiungenti il margine. La costa si estende su tutto il margine. La subcosta, ravvicinata alla radio, è lunga e si divide in due rami terminali: Sc1 è longitudinale e allineata con la base e confluisce sulla costa, Sc2 è piuttosto breve, si differenzia in posizione più prossimale e assume un andamento trasversale confluendo in R1.
La radio si suddivide in cinque branche, di cui solo quattro raggiungono il margine. Il ramo anteriore (R1) è allineato con la base e confluisce nel tratto distale del margine costale, prima dell'apice dell'ala. Il settore radiale diverge dalla biforcazione assumendo una posizione longitudinale e parallela a R1, dopo di che subisce tre successive divisioni: nella prima si separano i rami R2+3+4 e R5, nella seconda divisione il ramo R2+3+4 si divide in R2+3 e R4, nella terza il ramo R2+3 si divide in R2 e R3. Il ramo R2, breve e trasverso, confluisce su R1 senza raggiungere il margine. Secondo una differente interpretazione, R4 e R5 sono fuse nell'ultima branca del settore radiale, mentre gli altri due rami raggiungenti il margine sono interpretati rispettivamente come R2 e R3. La nervatura trasversa confluente in R1 è perciò interpretata come vena trasversa radiale, generalmente indicata in letteratura come r-r.

Nervatura alare dei Trichoceridae. C: costa; Sc: subcosta; R: radio; M: media; Cu: cubito; A: anale; h: omerale; r-m: radio-mediale; bm-cu: medio-cubitale basale; dm-cu: medio-cubitale discale; dm: cellula discale.

La media è divisa in tre branche con due biforcazioni: la prima separa i rami M1+2 e M3 in corrispondenza di un vertice della cellula discale, la seconda, più distale, divide il ramo comune M1+2 nei rispettivi rami terminali. La cubito è rappresentata dal solo ramo anteriore (CuA) suddiviso nelle vene, CuA1 e CuA2. Come in tutti i Tipulomorpha, sono infine presenti due nervature anali complete, raggiungenti il margine. A differenza dei Tipuloidea, nei Trichoceridae la seconda anale (A2) è molto più breve della prima in quanto subisce una brusca curvatura verso il lato prossimale-posteriore, confluendo perciò nel margine molto prima di quanto avvenga nell'ala dei Tipuloidea.
Le nervature trasversali nella regione remigante sono rappresentate dalla radio-mediale (r-m) e dalle due medio-cubitali che delimitano la cellula discale.
Le larve sono morfologicamente simili a quelle dei Tipuloidei: sono apode ed eucefale, con corpo cilindrico-fusiforme e con estremità caudale provvista di papille coniche che circondano gli stigmi addominali. Differiscono dalle larve dei Tipuloidei per la presenza di due paia di stigmi (uno toracico, uno addominali) e per il tegumento cosparso di peli.

## Habitat e biologia

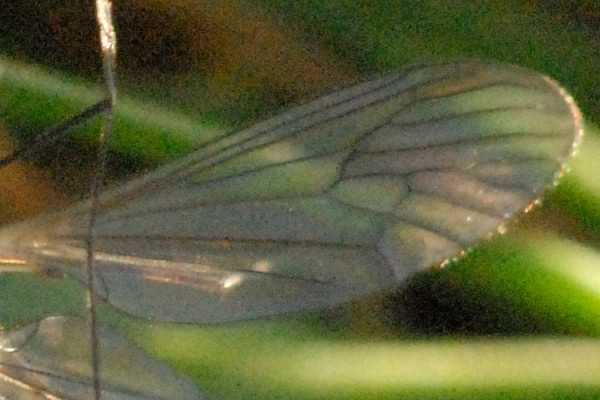
Ala di Trichocera hiemalis.

Le larve dei Trichoceridae sono terricole e colonizzano i suoli umidi e, più in generale, i substrati organici umidi e marcescenti: larve di Trichoceridae si rinvengono in residui vegetali, negli escrementi di animali, su miceli fungini, su derrate alimentari mal conservate, nei nidi di uccelli e nelle tane di roditori, ecc. Occasionalmente possono comportarsi anche come fitofaghe, ma fondamentalmente sono insetti saprofagi con tendenza a svilupparsi su substrati di origine vegetale. Nelle isole della Nuova Zelanda meridionale, larve di Trichoceridae sono state ritrovate anche nel guano dei pinguini.
Gli adulti hanno abitudini analoghe a quelle dei Tipulomorpha in generale: si rivengono prevalentemente in ambienti umidi e freschi. Frequente è la segnalazione di adulti di Trichoceridae in ambienti bui, come le caverne, le cantine, il cavo degli alberi. In molte specie, i maschi tendono a riunirsi in sciami, in periodi differenti secondo la latitudine: nelle regioni più calde, i voli si verificano in autunno o in primavera e, talvolta anche in inverno, mentre nelle regioni più fredde si hanno in estate. La prerogativa di ritrovare adulti attivi anche in pieno inverno spiega i nomi comuni attribuiti dagli anglosassoni a questa famiglia, winter crane flies ("tipule invernali") o winter gnats ("moscerini invernali"). Nei mesi più caldi, nelle regioni meno fredde, questi insetti vanno in estivazione, allo stadio di adulto o di larva.

## Sistematica e filogenesi
Su base strettamente morfologica, i Trichoceridae sono tradizionalmente messi in relazione sistematica con i Tipuloidea, insetti ad essi affini. L'inquadramento sistematico su base filogenetica è invece controverso fra due differenti posizioni: la prima, sostenuta da HENNIG (1973) e OOSTERBROECK & COURTNEY (1995), mette in stretta relazione i Tipuloidea e i Trichoceridae comprendendoli nell'infraordine dei Tipulomorpha; la seconda, sostenuta da ART & BORKENT (1986), mette invece in relazione i Trichoceridae con gli Psychodoidea, comprendendoli nell'infraordine degli Psychodomorpha. Nel corso degli ultimi decenni, i vari Autori che hanno affrontato la sistematica dei Ditteri inferiori hanno in vari modi e con varie interpretazioni optato per una o per l'altra relazione.
Ancora oggi la questione dell'inquadramento dei Trichoceridae è aperta. Fra i più recenti lavori, ad esempio, YEATES et al. (2007) concordano, per l'aspetto tassonomico, con la posizione di WOOD & BORKENT e includono i Trichoceridae fra gli Psychodomorpha, mentre BERTONE et al. sostengono l'inquadramento sistematico HENNIG e OOSTERBROEK & COURTNEY, includendo la famiglia nei Tipulomorpha.
Sotto l'aspetto filogenetico, le divergenze, a prescindere dall'inquadramento sistematico, riguardano la posizione dei Trichoceridae nell'albero cladistico. Alle interpretazioni originarie degli anni settanta di HENNIG e altri Autori, che posizionavano i Trichoceridae e i Tipuloidea fra i rami più primitivi, si contrappongono quelle più recenti, a partire dalla metà degli anni ottanta, che posizionano la famiglia in clade più annidati, messi in relazione, secondo gli Autori, con gli Psychodomorpha o con i Tipulomorpha.
La famiglia comprende oltre 150 specie ripartite fra quattro generi, di cui il più rappresentativo è Trichocera:
- Diazosma, con quattro specie
- Nothotrichocera, con 12 specie
- Paracladura, con 37 specie
- Trichocera (syn. Melusina, Petaurista, Kawasemyia), con 108 specie.

Le specie fossili classificate in questa famiglia, circa una quindicina, risalgono in gran parte al Cenozoico, con una alcune specie del Mesozoico datate fra il Giurassico e il Cretaceo. L'origine ancestrale della famiglia deve essere probabilmente più antica, come denota la prevalente o esclusiva distribuzione circumantartica dei generi Paracladura e Nothotrichocera, tipicamente gondwaniche. D'altra parte, BERTONE et al. (2008) fanno risalire l'origine ancestrale del clade Tipulidae+Trichoceridae al Triassico.

## Distribuzione
La famiglia ha una larga distribuzione nelle regioni temperate di entrambi gli emisferi, ma con una prevalente concentrazione nella regione oloartica. Numerosi sono gli endemismi.
Il genere Trichocera è prettamente oloartico, con una maggiore biodiversità nel paleartico. Il suo areale si estende anche alla regione orientale, ma limitatamente a regioni confinanti con il paleartico (India settentrionale e regioni himalayane). Fanno eccezione tre specie. Trichocera mexicana, unica specie neotropicale autoctona fu segnalata nel Messico meridionale, nella regione di Michoacán e descritta da ALEXANDER nel 1946 e probabilmente rappresenta l'unico caso di espansione dei Trichoceridae nelle regioni tropicali. Le altre due specie, Trichocera regelationis e Trichocera annulata, segnalate rispettivamente nelle Isole Falkland e nella Georgia del Sud la prima e in Australia e Nuova Zelanda la seconda, hanno un areale atipico: entrambe le specie, infatti, hanno una larga distribuzione paleartica-neartica; la loro presenza nell'emisfero australe, singolare nell'ambito del genere Trichocera, in ex colonie dell'Impero britannico, denota evidentemente un'introduzione accidentale, da parte dell'Uomo. Trattasi perciò di specie aliene provenienti dall'Europa, probabilmente dalla Gran Bretagna.
Il genere Diazosma ha una distribuzione esclusivamente oloartica, con due specie nordamericane e due europee ad areale circoscritto.
Paracladura è l'unico genere rappresentato da specie autoctone in entrambi gli emisferi. Questo genere ha una distribuzione prevalentemente circumantartica (australasiana e neotropicale), con 15 specie presenti in Nuova Zelanda, 7 in Cile e Argentina, una in Australia. A queste si aggiungono 9 specie nella regione orientale, 4 nel paleartico orientale (Giappone e Siberia orientale) e, infine, una sola specie neartica, in un areale limitato ad alcune regioni occidentali del Nordamerica (Columbia Britannica, Oregon, Washington).
Nothotrichocera ha infine una distribuzione esclusivamente australe, rappresentato prevalentemente nella regione australasiana (4 specie in Australia, 4 in Tasmania, 3 in Nuova Zelanda) e, con una specie, in Cile.
La distribuzione della famiglia indica che i Trichoceridae sono insetti tipicamente adattati a climi freddi. Molte specie sono infatti presenti nel Centro e Nord Europa, in Russia, nelle regioni montane del Giappone, dell'Asia centrale, in Patagonia e nelle regioni circumpolari (Scandinavia, Groenlandia, Territori del Nord-Ovest, Alaska, Yukon, Siberia settentrionale).
In Europa sono presenti circa 50 specie, di cui sei segnalate presenti in Italia. Le specie italiane fanno capo tutte al genere Trichocera:
- T. annulata
- T. hiemalis
- T. maculipennis
- T. parva
- T. regelationis
- T. saltator

Nel territorio nazionale, i Trichoceridae sono presenti soprattutto nel nord e nella penisola. Solo T. annulata è presente anche in Sicilia, mentre in Sardegna non è segnalata alcuna specie.